# Verbascum jordanicum
Verbascum jordanicum är en flenörtsväxtart som beskrevs av Svante Samuel Murbeck. Verbascum jordanicum ingår i släktet kungsljus, och familjen flenörtsväxter. Inga underarter finns listade i Catalogue of Life.